# 堀尾忠晴
堀尾 忠晴（ほりお ただはる）は、江戸時代前期の大名。出雲国松江藩の第2代藩主。堀尾忠氏の長男。

## 生涯
慶長9年（1604年）、父の忠氏が早世したため、幼くして跡を継いだ。しかし政治を取り仕切れるような年齢ではなかったため、祖父の吉晴が忠晴に代わって執政を行なった。このとき伯母（吉晴の長女、名前は不明）と一族で筆頭家老の堀尾河内守（吉晴の娘の子）親子による家督横領の陰謀が発覚し、河内守と掃部の父子は流罪のうえ切腹を申し付けられている。後の仙石騒動にも似た事件であり、有力外様大名家の内紛とあって改易されてもおかしくなかったが、吉晴が健在であったためか難を逃れている。
江戸初期の書物『寧固斎談叢』では前田利常との恋愛関係が取りざたされている。
慶長16年（1611年）、祖父が死去すると親政を開始し、忠晴と名乗った。藩主としてこれといった治績は伝わっていない。1614年の大坂の陣では鴫野の戦いなどに出陣して武功を立てたほか、軍令違反を咎めた徳川家の軍奉行を器量で圧倒して黙らせている。元和5年（1619年）、福島正則が幕命によって信州川中島に減転封された際には、広島城の城受け取りを務めた。
寛永9年（1632年）、幕府により、丹波亀山城の天守を破却するように命じられるが、間違って伊勢亀山城の天守を解体してしまう。
寛永10年（1633年）、死去した。
忠晴は亡くなる前、祖父堀尾吉晴の孫で父方の従兄弟であり、なおかつ娘婿でもある石川廉勝(宗十郎)に男子が生まれたなら、実孫であるその子を堀尾家の後継にしたいと考えた。
忠晴はすでに母方の従兄弟である堀尾泰長(三条西公紀)を養子にしていたが、宗十郎の末期養子(中継養子)を幕府に申し立てた。
しかしその嘆願は認められず、無嗣断絶、改易となり、大名家としての堀尾家は消滅した。
『系図纂要』においては子として堀尾萬五郎が記される。

## 死後の堀尾家
一族のうち、吉晴の従兄弟の堀尾但馬や吉晴の弟氏光の子氏晴などが松江松平家に仕えた。肥後細川家にも堀尾茂助（4代目）が仕えている。
吉晴の曾孫であり忠晴の孫にも当たる石川憲之は、憲之の学問の弟子である将軍徳川綱吉に促される形で、三男の勝明を堀尾式部勝明と名乗らせ、堀尾家の祭祀を継承させんとした。勝明は貞享3年（1686年）に綱吉に拝謁し、すなわち堀尾家の復興として幕府に認定された形になる。石川家口伝に拠れば、憲之の母方（忠晴の娘）の祖母ビン姫（家康と築山殿の長女亀姫の孫）が生前に堀尾家再興を強く願っていた、と伝えられている。しかし勝明は2年後の元禄元年（1688年）6月22日に死去したため、堀尾家の再興は頓挫した。なお、憲之は慶安3年（1650年）近江膳所から忠晴が間違って破却した伊勢亀山に移封を命じられている。また、堀尾家の京都における菩提寺俊巖院は、堀尾家の断絶後は憲之が檀越になり、庭園整備・建物増築等を行い寛永13年（1636年）寺号を春光院と改称され、以後歴代石川家当主が檀越になり庇護した。
勝明死去から14年後の元禄15年（1702年）閏8月15日、旗本（のち高家旗本）に取り立てられた高家前田家の初代当主前田玄長が、綱吉の命により堀尾家祭祀を継いだとされている。前田玄以の長女は右大臣三条西実条の正室、玄以の次女は堀尾忠氏の正室で忠晴の母であった。したがって、実条と堀尾忠氏は義理の兄弟（相婿）となる。 実条の孫である大納言押小路公音の次男が、公家から旗本に取り立てられた玄長である。玄長はこの縁で玄以系の前田姓を名乗り諱に玄以の「玄」字を含めており、さらに堀尾家とも縁が無いわけではない、ということになる。
さらに高家前田家は行列時の持槍の鞘の形に堀尾家の家紋・旗印である「分銅」を用いていた。明治時代に入り、高家前田家は堀尾姓で分家を届けて政府に受理されたため、明治期に至って堀尾家は復興したということになる。

## 系譜
- 父：堀尾忠氏（1578年 - 1604年）
- 母：長松院 - 前田玄以の娘
- 養子：堀尾泰長 − 三条西公条5男公紀
- 正室：ビン姫（1607年 - 1652年） - 雲松院長天正久大姉。徳川秀忠の養女。徳川家康長女の長男奥平家昌の娘
- 生母不明の子女
  - 女子：石川廉勝正室